# نادي أركاديكوس لكرة السلة
نادي أركاديكوس لكرة السلة (باليونانية: Σ.Ε.Φ.Α. Αρκαδικός)‏ هو فريق كرة سلة يوناني للمحترفين تأسس في سنة 1976 يقع مقره في تريبولي، اليونان ويلعب في دوري الدرجة الثانية.

## أبرز اللاعبين
من أبرز اللاعبين الذين لعبوا معه:
- أليكس ليجين
- ديفون فان أوسترم
- نيكوس تشاتزيس
- ستيف ليفين

## وصلات خارجية
- الموقع الرسمي